# 2013年美國電影學會獎
2013年美國電影學會獎（英語：American Film Institute Awards 2013）為表彰2013年年度最佳前10大電影與電視劇。

## 10大電影
- 《自由之心》
- 《瞞天大佈局》
- 《怒海劫》
- 《奧斯卡的一天》
- 《地心引力》
- 《雲端情人》
- 《醉鄉民謠》
- 《內布拉斯加》
- 《大夢想家》
- 《華爾街之狼》

## 10大影集
- 《美國諜夢》
- 《絕命毒師》
- 《權力的遊戲》
- 《「法」妻》
- 《紙牌屋》
- 《廣告狂人》
- 《性愛大師》
- 《鐵窗紅顏》
- 《醜聞風暴》
- 《副人之仁》

## 外部連結
- 官方网站（英文）
- AFI電影節官方網站（页面存档备份，存于）（英文）